# Taj Mahal (canção)
Taj Mahal é uma canção composta pelo cantor brasileiro Jorge Ben, originalmente lançada em seu nono álbum de estúdio, Ben. A canção foi relançada por diversas vezes nos anos seguintes e é considerada um dos maiores sucessos do músico.

## Lançamento e repercussão
A canção foi composta e lançada quando o cantor ainda se chamava Jorge Ben, em 1972, como parte do álbum Ben. Taj Mahal é uma referência clara a história do mausoléu homônimo situado em Agra, na Índia. A obra foi construída a mando do imperador Shah Jahan, como prova de amor a Aryumand Banu Begam, sua esposa favorita. Begam morreu após dar à luz o 14º filho de Jahan.
A primeira versão da canção foi descrita como psicodélica pela imprensa por possuir características mântricas e predominantemente instrumentais. Posteriormente, a música foi relançada em diferentes versões, adquirindo arranjos mais dançantes e carnavalescos.
A música foi incluída no livro 1001 Músicas para Ouvir Antes de Morrer.

## Regravações
No ano de 1973 foi relançada em um medley com as canções “País tropical” e “Fio maravilha”, como parte do disco de regravações "10 anos depois". A versão foi responsável pela ampliação do sucesso da música, que se popularizou nos bailes.
Em 1975, Jorge Ben regravou uma nova versão da canção, com duração de 14 minutos, como parte do álbum lançado em conjunto com Gilberto Gil, Gil & Jorge: Ogum, Xangô.
Já em 1976, Jorge Ben regravou uma nova versão da canção para seu álbum África Brasil.
No ano 1976, Jorge Ben regravou uma nova versão da canção para seu álbum Tropical.
Em 1979 o cantor estadunidense Taj Mahal lançou uma versão da canção homônima, a qual foi intitulada "Jorge Ben".

## Plágio de Rod Stewart
Em 1978 o cantor inglês Rod Stewart lançou a canção Da Ya Think I'm Sexy?. Pouco tempo depois, percebeu-se que a música possuía notas iguais às do trecho "tete/tete/rete/tete/tete/rete", contidas na composição de "Taj Mahal". Após tomar ciência da semelhança, Jorge Ben Jor reclamou a autoria da canção e iniciou um processo por plágio contra Stewart. Este, por sua vez, doou os lucros obtidos com a veiculação da faixa ao UNICEF em 1979 e performou a canção no Music for UNICEF Concert, reaizado na Assembléia Geral das Nações Unidas daquele ano. A partir de 1979 os royalties de "Da Ya Think I'm Sexy?" passaram a ser destinados a Ben Jor.
 

Em autobiografia lançada em 2012, Rod Stewart admitiu o plágio na melodia, onde relatou que conheceu a canção no Carnaval de 1978 e resolveu utiliza-la como base:
| “ | Certo. Tive que dar a mão à palmatória. Mas claro que não cheguei assim no estúdio e falei: ‘Vamos usar a melodia de Taj Mahal no refrão e azar. O compositor mora no Brasil, então nunca descobrirá’. Só que eu tinha ido pro carnaval do Rio, em 1978, com Elton John e Freddie Mercury. E lá duas coisas significativas me aconteceram. Me apaixonei por uma estrela de cinema brasileira lésbica, que não deixava me aproximar dela. Depois, 'Taj Mahal', de Ben Jor tocava o tempo inteiro, foi relançada naquele ano, e obviamente a melodia alojou-se na minha memória, e emergiu quando comecei fazer a musica. Puro e simples plágio inconsciente. Abri mão dos royalties, me perguntando se 'Da Ya Think I’m Sexy?' era meio amaldiçoada. | ” |